# Thubana
Thubana is een geslacht van vlinders van de familie Lecithoceridae.

## Soorten
- T. adelella (Walker, 1864)
- T. albisignis (Meyrick, 1914)
- T. amphisticta (Meyrick, 1914)
- T. binotella Walker, 1864
- T. bisignatella Walker, 1864
- T. bullulata (Meyrick, 1910)
- T. costimaculella (Snellen, 1903)
- T. cherandra (Meyrick, 1906)
- T. deltaspis Meyrick, 1935
- T. exoema (Meyrick, 1911)
- T. heylaertsi (Snellen, 1903)
- T. isocrypta (Meyrick, 1911)
- T. laxata (Meyrick, 1911)
- T. leucosphena Meyrick, 1931
- T. melitopyga Meyrick, 1923
- T. microcera Gozmany, 1978
- T. nardinopa Meyrick, 1918
- T. nodosa (Meyrick, 1910)
- T. onyx Gozmany, 1978
- T. residua Meyrick, 1923
- T. xanthoteles Meyrick, 1923
- T. xylogramma Meyrick, 1922